# Kankurang
El Kankurang (también llamado kankourang, kankouran o konkoran) es un ritual de iniciación practicado por la comunidad mandinga en Gambia y Senegal, principalmente en la región de Casamanza y en la ciudad de M'Bour. El nombre Kankurang designa tanto al ritual como al personaje principal del mismo. Se asocia a las ceremonias de circuncisión y ritos de iniciación. 

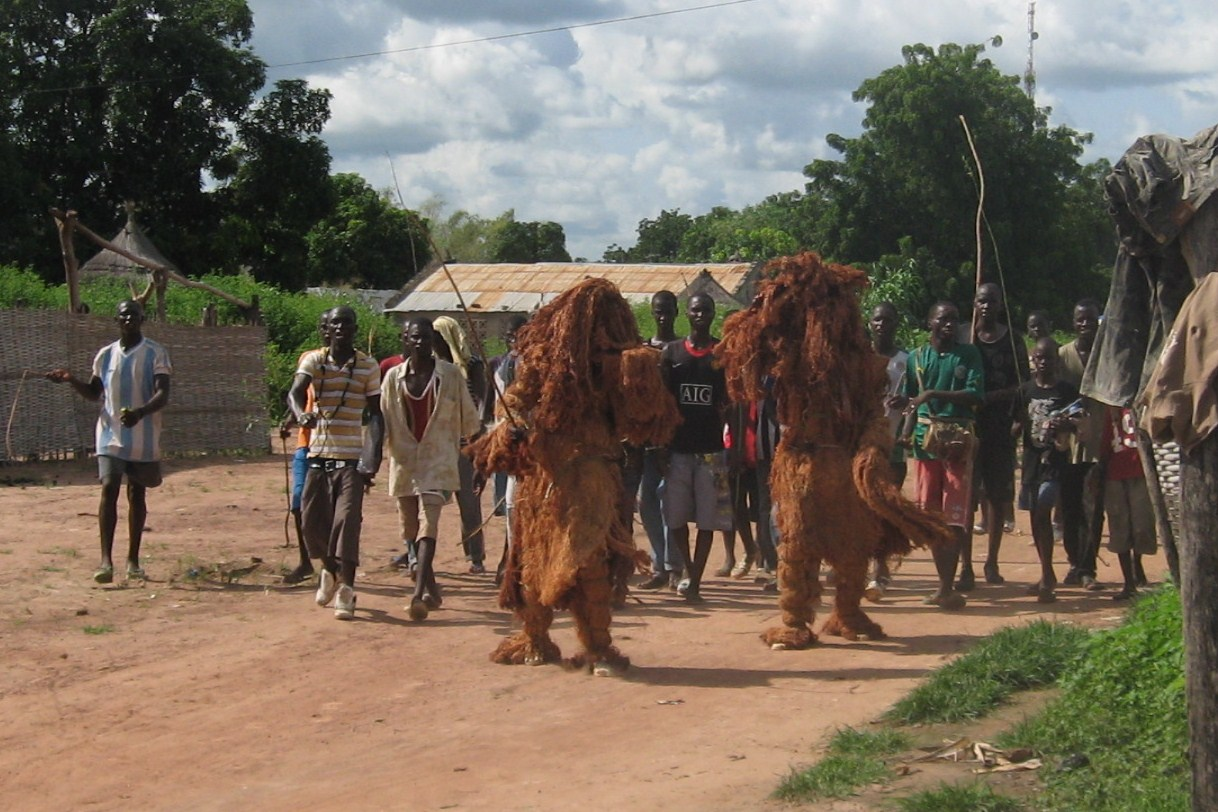
Desfile del Kankurang.

Según la tradición, su origen se remonta al Komo, una sociedad secreta de cazadores cuya organización y prácticas esotéricas contribuyeron a la emergencia de los mandinga.
El Kankurang es una garantía de orden y justicia y se cree que aleja a los malos espíritus. Además, juega un papel de regulación y preservación de los valores sociales. En 2005 el Kankurang fue proclamado Patrimonio Cultural Inmaterial de la Humanidad por la Unesco, siendo inscrito oficialmente en la Lista Representativa en 2008.
Este rito de iniciación, es muy apreciado para los mandingas ya que el kankurang viste con hojas y romas del mismo color por todo el cuerpo, y lleva en sus manos dos machetes para hacerlos sonar y al mismo tiempo lanza un gran grito agudo para informar a la población que deben regresar a sus hogares.

## Celebración del ritual
Este ritual generalmente se lleva a cabo entre los meses de agosto y septiembre. El personaje central de la ceremonia es el kankurang, un personaje mítico interpretado por un iniciado vestido con una máscara y recubierto de corteza y fibra del árbol faara. El ritual se compone de distintas etapas como la designación del iniciado, su investidura por parte de los ancianos, su retirada a la selva y las procesiones por la aldea. El kankurang desfila danzando, manejando dos machetes y profiriendo gritos agudos. Lo acompañan antiguos iniciados y habitantes del lugar quienes, armados de palos, también cantan, bailan y tocan tam-tams.